# Porsche Tennis Grand Prix 2021
Porsche Tennis Grand Prix 2021 byl tenisový turnaj ženského profesionálního okruhu WTA Tour, hraný v hale Porsche-Arena na krytých antukových dvorcích. Konal se mezi 19. a 25. dubnem 2021 v německém Stuttgartu jako čtyřicátý třetí ročník turnaje.
Rozpočet turnaje činil 565 530 dolarů. V rámci WTA Tour se řadil do kategorie WTA 500. Představoval jediný ženský turnaj sezóny 2021 na krytých antukových dvorcích. Ročník 2020 se nekonal pro přerušení sezóny v důsledku pandemie covidu-19. Pro platná koronavirová omezení na německém území se ročník 2021 odehrál bez přítomnosti diváků. Ve startovním poli bylo sedm členek první světové desítky. Jako poslední přímá účastnice do singlové soutěže nastoupila 59. hráčka žebříčku, Němka Laura Siegemundová.
Jedenáctý singlový titul na okruhu WTA Tour vyhrála nejvýše nasazená Australanka Ashleigh Bartyová, která se stala první úřadující světovou jedničkou od Justine Heninové v roce 2007, která získala trofej. S Američankou Jennifer Bradyovou navíc ovládla i čtyřhru, což se naposledy předtím podařilo Lindsay Davenportové v roce 2001.

## Distribuce bodů a finančních odměn

### Distribuce bodů
| Soutěž  | vítězky | finalistky | semifinalistky | čtvrtfinalistky | 16 v kole | 28 v kole | Q  | Q2 | Q1 |
| ------- | ------- | ---------- | -------------- | --------------- | --------- | --------- | -- | -- | -- |
| dvouhra | 470     | 305        | 185            | 100             | 55        | 1         | 25 | 13 | 1  |
| čtyřhra | 470     | 305        | 185            | 100             | 1         | —         | —  | —  | —  |

### Finanční odměny
| Soutěž                                | vítězky  | finalistky | semifinalistky | čtvrtfinalistky | 16 v kole | 28 v kole | Q2      | Q1      |
| ------------------------------------- | -------- | ---------- | -------------- | --------------- | --------- | --------- | ------- | ------- |
| dvouhra                               | 55 300 $ | 41 141 $   | 26 130 $       | 12 500 $        | 6 612 $   | 5 362 $   | 4 032 $ | 2 068 $ |
| čtyřhra                               | 20 346 $ | 14 314 $   | 8 064 $        | 4 436 $         | 2 824 $   | —         | —       | —       |
| částky ve čtyřhře jsou uváděny na pár |          |            |                |                 |           |           |         |         |

## Ženská dvouhra

### Nasazení
| Stát                          | Hráčka            | WTA | Nasazení |
| ----------------------------- | ----------------- | --- | -------- |
| Austrálie                     | Ashleigh Bartyová | 1.  | 1.       |
| Rumunsko                      | Simona Halepová   | 3.  | 2.       |
| USA                           | Sofia Keninová    | 4.  | 3.       |
| Ukrajina                      | Elina Svitolinová | 5.  | 4.       |
| Bělorusko                     | Aryna Sabalenková | 7.  | 5.       |
| Česko                         | Karolína Plíšková | 9.  | 6.       |
| Česko                         | Petra Kvitová     | 10. | 7.       |
| Švýcarsko                     | Belinda Bencicová | 12. | 8.       |
| Žebříček WTA k 12. dubnu 2021 |                   |     |          |

### Jiné formy účasti
Následující hráčky obdržely divokou kartu do hlavní soutěže:
- Andrea Petkovicová
- Laura Siegemundová

Následující hráčky postoupily z kvalifikace:
- Mona Barthelová
- Ulrikke Eikeriová
- Anna-Lena Friedsamová
- Julia Middendorfová
- Nastasja Schunková
- Stefanie Vögeleová

Následující hráčky postoupily z kvalifikace jako tzv. šťastné poražené::
- Jekatěrine Gorgodzeová
- Tamara Korpatschová

### Odhlášení
před zahájením turnaje
- Viktoria Azarenková[6] → nahradila ji  Čang Šuaj
- Kiki Bertensová → nahradila ji  Jekatěrine Gorgodzeová
- Anna Blinkovová → nahradila ji   Tamara Korpatschová
- Johanna Kontaová → nahradila ji  Jekatěrina Alexandrovová
- Iga Świąteková → nahradila ji  Angelique Kerberová

## Ženská čtyřhra

### Nasazení
| Stát                                                                      | Hráčka              | Stát     | Hráčka                   | WTA | Nasazení |
| ------------------------------------------------------------------------- | ------------------- | -------- | ------------------------ | --- | -------- |
| USA                                                                       | Desirae Krawczyková | USA      | Bethanie Mattek-Sandsová | 40. | 1.       |
| Čína                                                                      | Sü I-fan            | Čína     | Čang Šuaj                | 47. | 2.       |
| USA                                                                       | Hayley Carterová    | Brazílie | Luisa Stefaniová         | 52. | 3.       |
| Ukrajina                                                                  | Ljudmyla Kičenoková | Lotyšsko | Jeļena Ostapenková       | 65. | 4.       |
| Žebříček WTA k 12. dubnu 2021; číslo je součtem umístění obou členek páru |                     |          |                          |     |          |

### Jiné formy účasti
Následující pár nastoupil do čtyřhry pod žebříčkovou ochranou:
- Oxana Kalašnikovová /  Alla Kudrjavcevová

### Odhlášení
před zahájením turnaje
- |Latisha Chan /  Čan Chao-čching → nahradily je  Mona Barthelová /  Anna-Lena Friedsamová
- Ellen Perezová /  Storm Sandersová → nahradily je  Ulrikke Eikeriová /  Jekatěrine Gorgodzeová

## Přehled finále

### Ženská dvouhra
- Ashleigh Bartyová vs.  Aryna Sabalenková, 3–6, 6–0, 6–3

### Ženská čtyřhra
- Ashleigh Bartyová /  Jennifer Bradyová vs.  Desirae Krawczyková /  Bethanie Matteková-Sandsová, 6–4, 5–7, [10–5]